# Tour de Trump

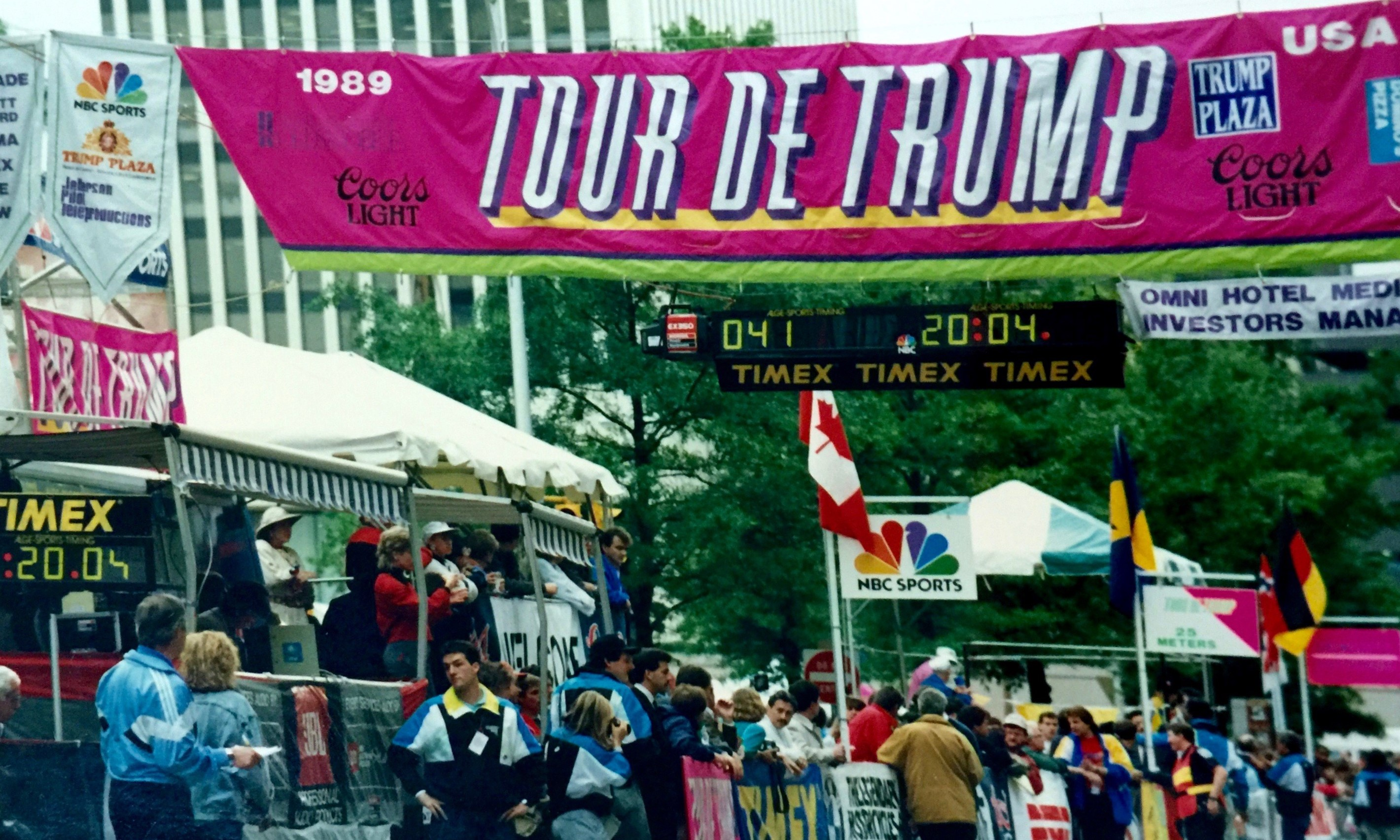
Il Tour de Trump nel 1989 a Richmond

Il Tour de Trump è stata una corsa a tappe maschile di ciclismo su strada svoltasi nel 1989 e nel 1990 negli Stati Uniti negli Stati del Medio Atlantico. Il principale sponsor della corsa, che venne successivamente ribattezzata Tour DuPont era l'imprenditore Donald Trump.

## Storia
Dopo la chiusura della Coors Classic, gara a tappe che si svolgeva negli Stati dell'Ovest, avvenuta nel 1988, nacque in sostituzione un'altra corsa a tappe, denominata prima Tour de Jersey e quindi Tour de Trump. L'idea e l'organizzazione furono opera dell'imprenditore Billy Packer, mentre i finanziamenti arrivarono da Donald Trump, che appose il proprio nome alla corsa.
La prima edizione, nel 1989, prese il via il 5 maggio da Albany, raggiunse Richmond e si concluse il 14 maggio ad Atlantic City, davanti al Trump Plaza Hotel and Casino, dopo dieci tappe, 1347 km e l'attraversamento di cinque stati. Parteciparono 114 ciclisti in rappresentanza di diciannove squadre (8 delle quali professionistiche) e di quindici diversi paesi, e tra essi Greg LeMond, vincitore del Tour de France 1986. La corsa fu caratterizzata da diverse proteste contro Trump (con cartelli recanti scritte come Fight Trumpism, Die Yuppie $cum, Trump = Lord of the Flies), soprattutto durante l'ultima tappa. La vittoria finale arrise al norvegese Dag Otto Lauritzen, in forza al team 7-Eleven, che proprio all'ultima tappa ebbe la meglio su Eric Vanderaerden, fin lì vincitore di quattro frazioni, sfruttando un errore del belga a un bivio.
Dopo il successo dell'edizione 1989, nel 1990 la gara si svolse in dodici frazioni precedute da un prologo, dal 3 al 13 maggio, partendo da Wilmington e concludendosi a Boston; vi parteciparono 133 ciclisti. Il dilettante sovietico Vladislav Bobrik vinse in solitaria la terza tappa a Richmond e vestì la maglia di leader della generale per sette giorni. Andò però in crisi nella penultima tappa, con arrivo ad Albany, perdendo più di 30 minuti dai migliori sui monti Catskill: la guida della classifica generale passò così al messicano Raúl Alcalá, della PDM, che l'indomani poté festeggiare la vittoria nella corsa davanti ad Atle Kvålsvoll ed Erik Breukink.
A causa di problemi fiscali e della prossima bancarotta dei due hotel di Atlantic City, nel 1991 Trump ritirò il sostegno alla competizione, che poté comunque continuare a essere disputata, sotto la stessa organizzazione, grazie al finanziamento dell'azienda chimica DuPont. Nacque il Tour DuPont.

## Albo d'oro
Aggiornato all'edizione 1990.
| Anno | Vincitore          | Secondo         | Terzo             |
| ---- | ------------------ | --------------- | ----------------- |
| 1989 | Dag Otto Lauritzen | Henk Lubberding | Eric Vanderaerden |
| 1990 | Raúl Alcalá        | Atle Kvålsvoll  | Erik Breukink     |

## Statistiche

### Vittorie per nazione
Aggiornato all'edizione 1990.
| Pos. | Nazione  | Vittorie |
| ---- | -------- | -------- |
| 1    | Messico  | 1        |
| 1    | Norvegia | 1        |